# Finnur Jónsson (biskop)
 Der er flere personer med dette navn, se Finnur Jónsson.
Finnur Jónsson (16. januar 1704 – 23. juli 1789) var en islandsk biskop og lærd, søn af Jón Halldórsson og hustru Sigridur Björnsdatter. Han blev gift med Gudridud Gisladottir.
Efter at have afsluttet sine studier ved universitetet (1728) blev Finnur Jónsson præst i Reykholt (1732-53) og derpå valgt til biskop i Skalholt 1754. Som sådan søgte han først og fremmest at ordne den til bispesædet knyttede latinskoles økonomiske forhold, men førend hans virksomhed herfor sluttede, flyttedes skolen til Reykjavik.
I sin øvrige virksomhed viste Finnur Jónsson sig som en særdeles dygtig og samvittighedsfuld embedsmand, der blandt andet søgte at forbedre præsternes kår og den religiøse undervisning i sit stift. Tidlig begyndte han at give sig af med videnskabelige studier, særlig af historisk art, hvilket uden tvivl var en arv fra faderen.
Efter en opfordring fra dansk side gav han sig i lag med sit store hovedværk, en fremstilling af den kristne kirkes historie på Island, Historia ecclesiastica Islandiæ, der omfatter langt mere end kirkehistorien i egentlig forstand og udkom i 4 statelige kvartbind 1772-78.
Dette værk går fra landnamstiden og ned til forfatterens samtid; det indeholder i virkeligheden hele landets historie; dets administration, skolevæsen, kultur og øvrige forhold behandles med enovervældende lærdom og benyttelse af en mængde skrifter, dokumenter og breve.
Det er rent ud forbavsende, hvorledes forfatteren har kunnet få fat på alle sine kilder. En del af disse beror på, at hans søn og efterfølger, Hannes Finnsson, besørgede udgaven og tilføjede en hel del efter samlinger og arkiver i København.
I værkets sidste bind findes blandt andet en fremstilling af de islandske klostres historie. Dette nøjagtige og fyldige værk vil altid indtage en hædersplads i den islandske litteratur og hævde sin plads som et kildeskrift af rang.
Finnur Jónsson skrev også Snorre Sturlusons Vita, trykt i Heimskringla, I (1777), samt en afhandling om døgnets inddeling (trykt i Rimbegl, 1780) med mere. Han blev æresdoktor 1774 i anledning af Arveprins Frederiks formæling og nød stor anseelse i udlandet.